# Muhammad Jamalul Alam II
Muhammad Jamalul Alam II (Bandar Seri Begawan, 1889 – Bandar Seri Begawan, 11 settembre 1924) è stato sultano del Brunei dal 1906 al 1924.